# Feldberger
Die Feldberger (früher D’Feldberger Spitzbuebe) war eine Band aus dem Schwarzwald, benannt nach dem Berg Feldberg.

## Geschichte
Die Feldberger wurden 1987 von Hansy Vogt (* 25. Dezember 1967), Lothar Böhler (* 22. November 1970) und Chris Laubis (* 12. Dezember 1970; † 2. April 2020) gegründet. Die drei Musiker wurden durch den im Jahre 1997 hinzugestoßenen Joe Kuttruff (* 27. Januar 1969) unterstützt. Die Heimatorte der Gründungsmitglieder waren Feldberg, Holzschlag (bei Bonndorf im Schwarzwald) und Titisee; also im Umkreis um den Feldberg im Schwarzwald. Dadurch entstand der Name D’ Feldberger Spitzbuebe. Dieser Name wurde 1996 verkürzt in Die Feldberger.
Die Band hatte rasch regional in Süddeutschland erste Erfolge und gewann bereits 1990 den begehrten Schwarzwald-Musikanten-Pokal. Im Jahre 1991 wurde die erste CD zu produziert, die den Weg in die professionelle Showbranche ebnete. Schließlich hatte die Band ihren ersten Fernsehauftritt bei der von Dieter Thomas Heck produzierten Schlagerparade der Volksmusik bei der ARD und setzte sich mit dem Titel Musik macht Herzen munter bei sehr großer Konkurrenz auf den ersten Platz. Seit diesem Tag war die Band bei zahlreichen Musiksendungen im volkstümlichen Bereich zu sehen.
Im Jahr 1993 hatten die Feldberger die Ehre, im Auftrag der Bundesregierung nach Tokio (Japan) zu reisen und dort die deutsche Musik zu präsentieren. Nach diversen CD-Produktionen veranstaltete die Band das erste Feldberger-Festival am Titisee. Neben vielen Stars aus der Volksmusik und Schlagerszene sowie aus Rock und Pop, kam auch Joe Cocker und gab ein Sonderkonzert.
Wichtige Stationen in der Biographie der Feldberger waren Fanreisen, die sie alljährlich mit knapp 1000 Fans an die Côte d’Azur durchführen. Außerdem findet seit 1999 jährlich die Feldberger Gipfelparty statt. Hier handelt es sich um eines der größten Winter-Open-Airs inmitten von Schnee und Eis, bei dem alljährlich bis zu 20.000 Gäste im Schwarzwald begrüßt werden.
Im Jahre 2001 wurden die Feldberger mit dem Jurypreis bei ARD-Grand Prix der guten Laune ausgezeichnet. 2002 wurde ihr Song Immer nur fliegen zum offiziellen Skisprungsong ernannt. Ein weiterer großer Schritt für die Band war die Unterzeichnung eines Plattenvertrags bei Sony BMG im Jahr 2004. Hier wurde das Album Spaß ohne Grenzen produziert; mit dem Titel Edeltraud aus dem Album trat die Band 2005 erstmals bei der deutschen Vorentscheidung zum Grand Prix der Volksmusik an. Dieser Titel war zudem längere Zeit in den Airplay-Charts vertreten; ebenfalls hat er der Band verholfen, erstmals in die Kneipen-Charts, in die Party-Charts sowie in die Après-Charts einzusteigen.
Mit dem Song Die Welt von ganz Weit oben sehn, der ebenfalls auf dem Album Spaß ohne Grenzen enthalten ist, gelang es der Band 2005 erstmals, über mehrere Wochen gleichzeitig mit zwei Songs in den Airplay-Charts vertreten zu sein.
Der Song Bei uns trifft man Freunde wurde von der Tourismusregion Schwarzwald als offizieller Beitrag zur Fußball-WM 2006 vorgestellt. 2006 unterzeichneten die Feldberger einen Plattenvertrag bei der österreichischen Plattenfirma VM/MCP, bei der sie bis heute unter Vertrag sind. Im gleichen Jahr nahmen die Feldberger mit dem Song Mamma Mia am Grand Prix der Volksmusik teil, zudem erschien auch das gleichnamige Album Mamma Mia. 2008 erschien das Album Feldberger – Uns geht´s gut; ferner wurden die Feldberger von der Tourismusregion Schwarzwald zum musikalischen Botschafter ernannt.
2009 wurden die Feldberger vom ZDF verpflichtet, in jeder Ausgabe der TV-Sendung ZDF-Fernsehgarten mit  Andrea Kiewel einen Song vorzustellen. Für die 20 Sendungen wurde vom ZDF bei Koch Universal Music ein Album mit dem Titel Kultschlagerparty produziert.
Zum 25-jährigen Bestehen der Band erschien im Jahr 2011 das Album Feldberger – Eine wunderbare Zeit;
Anlässlich des Jubiläums gab es 2012 eine Jubiläumstournee gemeinsam mit dem TV-Moderator und Schlagerstar Andy Borg; u. a. standen Spielorte wie Konzerthaus Freiburg oder Liederhalle Stuttgart auf dem Tourplan. Im Jahr 2013 werden die Feldberger ausgezeichnet zu den Künstlern des Jahres.
Chris Laubis erlag am 2. April 2020 im Universitätsklinikum Freiburg den Verletzungen, die er sich bei Baumfällarbeiten im Höllental zugezogen hatte, als ein Stamm aufgrund von Geländeunebenheiten zurückfederte und ihn am Bein traf.
Im November 2023 wurde ein Rechtsstreit vor dem Landgericht Karlsruhe beendet, mit dem sich Böhler eine zusätzliche Zahlung für seine Managementtätigkeit erstritt. Laut Vogt bedeutete dies auch das endgültige Ende der Musikgruppe.

## Höhepunkte
- 2009 in allen Ausgaben beim ZDF-Fernsehgarten
- Seit 2005 in allen Ausgaben der TV-Sendung SWR-Sonntagstour
- Japanaufenthalt im Auftrag der deutschen Bundesregierung
- Offizieller Botschafter der Tourismusregion Schwarzwald
- 3-fache Teilnahme am Grand Prix der Volksmusik
- Repräsentant der UNICEF
- Offizieller Fußball-WM-Song 2006 der Tourismusregion Schwarzwald
- Offizieller Skisprungsong
- Mehrmalige Feldberger Gipfelparty mit bis zu 20.000 Besuchern
- Plattenvertrag bei Sony BMG, Koch Universal und VM/MCP
- Fanreise mit 1000 Teilnehmern an die Côte d’Azur
- 100.000 Zuschauer bei der Tournee Die klingende Bergweihnacht

## Erfolgreichste Titel
- Edeltraud; Grand Prix der Volksmusik 2005
- Die Welt von ganz weit oben sehn; Am längsten in den Airplaycharts und gleichzeitig beste Platzierung – Platz 2
- Mit dem Goggo nach Marokko; Grand Prix der guten Laune (2000)
- Ganz einfach Wahnsinn; meistverkaufter Tonträger
- Die Gaudiburschen

## Diskografie
- 1991 – Musik macht Herzen munter
- 1992 – Radio Holladio
- 1992 – Radio Holladio vom Laurentiusfest
- 1993 – Ganz einfach Wahnsinn
- 1994 – Die Gaudiburschen
- 1994 – Ganz einfach Wahnsinn
- 1995 – Unsere Heimat sind die Berge
- 1995 – Frieden für die Welt
- 1996 – Feldberger Live in concert
- 1996 – Feldberger feiern Weihnacht
- 1997 – Wilde Zeiten
- 1998 – Die X. (Zehnte)
- 1999 – Feldberger – Logisch!
- 2000 – Feldberger – Die Spass GmbH
- 2001 – Hasenfieber
- 2002 – Lebensfreude pur
- 2004 – Spass ohne Grenzen
- 2005 – Spass ohne Grenzen – 2. Edition
- 2006 – Die Spaß- und Partyband Nr. 1; Feldberger – Mamma mia
- 2009 – Uns geht´s gut
- 2009 – Feldberger-Kultschlagerparty
- 2011 – Eine wunderbare Zeit
- 2014 – Die größten Erfolge
- 2017 – Gipfeltreffen

## Auszeichnungen
- Sieger beim Grand Prix der guten Laune (ARD)
- Sieger der Schlagerparade der Volksmusik (ARD)
- Sieger der HR4-Hörerhitparade
- Sieger der SWR4-Hörerhitparade
- Sieger der RBB-Hörerhitparade
- Herbert-Roth-Preis (MDR)
- Grand Prix der Volksmusik (ZDF, ORF)
- Künstler des Jahres 2013